# Kolo jugoslovanskih sester
Kolo jugoslovanskih sester je bilo leta 1921 ustanovljeno kot dobrodelno društvo v Ljubljani. Sedež je imelo v Ljubljani, delovalo pa je v številnih drugih slovenskih krajih (Kranj, Celje, Škofja Loka, Novo mesto, Trbovlje, Murska Sobota itd.). Društvo je imelo narodnoobrambni značaj, dajalo je materialno in moralno pomoč rojakom zunaj matične domovine, zlasti na Primorskem, prirejalo razne tečaje (šivalne, gospodinjske, učenje jezikov ipd.) in skrbelo za socialno šibkejše ženske in otroke (organiziralo počitniške kolonije za otroke, zbiralo prispevke za revne otroke in žene ipd.). Organiziralo je diskusijske večere, na katerih so razpravljale o aktualnih problemih sodobne družbe: alkoholizem, o pomenu dobrega gospodinjstva, o izbiri poklica pri deklicah, ipd.
Društvo se je financiralo z občasno podporo javnih oseb, s članarinami ter s prostovoljnimi prispevki ustanovnic, dobrotnic in podpornih članic. Proti koncu Kraljevine Jugoslavije je bilo čutiti usihanje društvenega delovanja, zlasti od leta 1938, ko je umrla dolgoletna predsednica Franja Tavčar. Leta 1941 je društvo povsem prenehalo delovati..

## Vir
1. ↑  »Slovenska ženska društva med obema vojnama (1918-1941)« (PDF). Arhivirano iz prvotnega spletišča (PDF) dne 3. septembra 2014. Pridobljeno 3. septembra 2014.
2. ↑   Splošno žensko društvo 1901-1945, od dobrih deklet do feministk (COBISS), str. 446–452